# Tanay
 Tanay  es una población y comuna francesa, en la región de Borgoña, departamento de Côte-d'Or, en el distrito de Dijon y cantón de Mirebeau-sur-Bèze.

## Demografía
| 229 | 220 | 191 | 242 | 250 | 232 |
| Para los censos de 1962 a 1999 la población legal corresponde a la población sin duplicidades (Fuente: INSEE [Consultar]) |     |     |     |     |     |